# 데이비드 알페이
데이비드 알페이(David Alpay, 1980년 10월 6일 ~ )는 캐나다의 배우, 텔레비전 제작자이다.
토론토에서 태어났다.

## 출연 작품
- 데얼 워칭 (2016년)
- 더 로터리 (2014년)
- 텐 포 그랜드파 (2009년)
- 인컨시버블 (2008년)
- 올 햇 (2007년)
- 클로징 더 링 (2007년)
- 맨 오브 더 이어 (2006년) - 대니 역
- 사바 (2005년)
- 카테고리 7 - 토네이도 (2005년)
- 아라라트 (2002년)

### 텔레비전
- 튜더스 (2008) - 마크 스미턴 역
- 더 보르지아 (2011-12)
- 뱀파이어 다이어리 (2012-2013)